# 修羅場
修羅場（しゅらじょう、しゅらば）とは、インド神話、仏教関係の伝承などで、阿修羅（アスラ）と帝釈天（インドラ）との争いが行われたとされる場所である。

## 概要
転じて、戦場、刑場、屠場、事件現場、事故現場など、殺戮や流血が起きている場所を指す。芝居や講談の題材となった。日本においては、特に争いの原因が痴情のもつれである場合を指して用いられることが多い。
修羅道図で有名なのは「北野聖廟縁起」の「修羅道図」である。右端に三面六臂、赤色身で日月を持つ阿修羅が軍勢を率いて盾を並べて布陣している。これに対し左端の帝釈天は白象に乗り、陣を構える。中に大海があり三竜がおり、海の中で帝釈天軍と阿修羅軍が戦うという絵図である。「修羅場」の絵図の代表格である。
修羅道図で鎧武者姿の阿修羅が初めて登場するのは「熊野観心十界図」（室町時代）であると言われている。それまでは修羅は日本にあまりなじみのない存在であり、聖衆来迎寺蔵『六道絵』（鎌倉時代から南北朝期成立）の「第八　修羅道常論闘之図」では阿修羅はむしろ「根本の優れた存在」として天人に似た姿で描かれていた。室町時代あたりから戦乱が全国的になり諸天と戦う阿修羅よりも相手を憎しみ合う人間の心を表現するようになったと言われている。ここで重要な点は鬼神としての阿修羅ではなく、亡者としての鎧武者姿として「阿修羅」を表現している点にある。この構図は戦乱が終わり社会が安定した江戸時代になっても変わることは無かった。

## 能における修羅場
能における修羅道及び修羅場は仏教が説く修羅場・修羅道とは異なる。世阿弥は「風姿花伝」第二物学条々において「よくすぐれども面白き所稀なり。さのみにはすさまじき也」と記している。
能においては帝釈天と阿修羅の戦いは描かれず修羅道に落ちた武将はほぼ例外なく修羅場でも前世（人間界）の敵と戦う形で描かれる。修羅道に落ちたものは本来阿修羅王の眷属として帝釈天と戦う一員になるのであって前世の敵同士と修羅界で戦うことは本来はない。しかし、能では阿修羅も帝釈天も登場しない。また戦いによる肉体的な痛みについては書かないことによって戦いを幽玄にかつ華やかなものとして描く。つまり能における修羅道に落ちた登場人物の描写はどこまでも好戦的かつ勇敢な人物として描かれるのである。